# Helen King
Helen King (Dunfermline, Fife, 1 de março de 1972) é uma atriz canadense nascida na Escócia, que trabalha em teatro, cinema e programas de televisão como dubladora, cantora e titereira.
Helen se formou no Departamento de Drama da Queen's University em 1994, mudando-se para Montreal em 1995. Além de trabalhar para empresas independentes locais, ela trabalhou para as empresas Centaur Theatre, Geordie Productions, Just for Laughs Theatre e Theatre Lac Brome.
Por um ano e meio, Helen interpretou o papel principal da série Me Too! na CBC Television. Ela estrelou como as vozes de Fumiko e Lisa no programa Jacques Cousteau's Ocean Tales da Discovery Kids, foi a narradora no aclamado documentário "Black Coffee" e da série de viagens Rails of Adventure, como também dublou em várias séries de televisão como Totally Spies, Arthur, Creepschool, Mona the Vampire e Potatoes & Dragons. Ela se mudou para Toronto, Chicago, no começo do ano de 2006, continuando com o seu trabalho como dubladora em várias animações e projetos comerciais. Ela recentemente recebeu atenção por dublar a personagem Farah em Prince of Persia: The Two Thrones, um jogo eletrônico que faz parte da série Prince of Persia.